# 北方沙参
北方沙参（学名：Adenophora borealis）为桔梗科沙参属的植物，是中国的特有植物。分布于中国大陆的河北、内蒙古等地，生长于海拔14,500米至1,800米的地区，一般生长在山坡草地，目前尚未由人工引种栽培。

## 异名
- Adenophora borealis Hong et Y. Z. Zhao var. oreophila Y. Z. Zhao